# Simposio (Aristotele)
Simposio è un dialogo perduto di Aristotele, di cui restano solo frammenti.

## Titolo
Con ogni probabilità il dialogo in oggetto aveva un titolo doppio: infatti Ateneo e Plutarco citano, in molte occorrenze, un’opera aristotelica intitolata Sull’ebbrezza non attestata nei cataloghi delle opere aristoteliche, sicché se ne deduce che l'opera era intitolata Simposio o sull'ubriachezza.

## Struttura e temi
Molti indizi fanno chiaramente vedere che il tema del banchetto, con la centralità di quello dell'ebbrezza, era trattato da differenti punti di vistaː uno di carattere storico o, più esattamente, storico-culturale, l'altro di carattere prevalentemente teorico, concernente cioè questioni e problemi relativi al simposio.
Tra l'altro, sappiamo che Aristotele spiegava uno dei tre termini conviviali su cui si intrattiene, ossia μέθη, l'ebbrezza, o – per meglio dare risalto a ciò che intende attestare – il corrispondente verbo μεθύειν, "ubriacarsi", nel quale rinviene la presenza di bere «dopo aver compiuto il sacrificio». Ancora la ricerca del significato dei termini conviviali entro la cornice del sacrificio campeggia nei frammenti che si interrogano sul significato di «seconde mense». Inoltre, si ha testimonianza dell'attenzione di Aristotele per specifici e concreti fatti della vita, su soggetti così resistenti alla sete da aver potuto esimersi dal bere nonostante un'alimentazione a base di cibi secchi o la traversata di un deserto. Ancora, lo Stagirita si occupava delle regole del simposio, come quella per la quale i convitati dovevano presentarvisi in ordine nella persona e, in particolare, dopo essersi detersi, o ancora, l'ornare di corone nell'azione sacrificale.
Nell'ambito delle questioni di carattere più strettamente teorico sul banchetto, intorno alle quali si svolgeva un'ampia riflessione dello scritto, come attesta il numero dei relativi frammenti e dei problemi in essi affrontati, alcune dovettero riguardare la questione se il sapiente possa ubriacarsi. Le questioni intorno al banchetto e al bere che si esaminano negli altri frammenti hanno, invece, carattere più strettamente biologico.